# 任意門
『任意門』（レンイメン、Ren Yi Men）は、台湾の女性歌手、レイニー･ヤン（楊丞琳）の3枚目のオリジナルアルバムである。日本では、2008年3月19日に発売された。
任意門というのは中国語で漫画・アニメ『ドラえもん』に登場する「どこでもドア」の意味である。

## 解説
公式な英題は「My Other Self」で、別名「Free Gate」とも言う。遇上愛以来の1年半ぶりのアルバム。
台湾で大ヒットしたレイニー･ヤン主演のドラマ『換換愛』のエンディングソング「缺氧（酸欠）」にちなみ、願掛けとして、1秒息を止めるごとに1万枚売れるというルールでレイニー･ヤンが挑戦したところ32秒だった。

## CD収録曲
| トラック | 収録曲     | 邦題           | 邦題           | 収録時間 |
| -------- | ---------- | -------------- | -------------- | -------- |
| 01       | 狼來了     | オオカミが来た | オオカミが来た | 3分34秒  |
| 02       | 任意門     | どこでもドア   | どこでもドア   | 3分07秒  |
| 03       | 缺氧       | 酸欠           | 酸欠           | 4分18秒  |
| 04       | 倔強       | 意地っ張り     | 意地っ張り     | 4分48秒  |
| 05       | 帽子戲法   | ハットトリック | ハットトリック | 3分12秒  |
| 06       | 你是壞人   | 悪い人         | 悪い人         | 3分13秒  |
| 07       | 第二個自己 | もう一人の私   | もう一人の私   | 4分10秒  |
| 08       | 幸福菓子   | 幸福の果実     | 幸福の果実     | 3分48秒  |
| 09       | 完美比例   | 完璧な比率     | 完璧な比率     | 4分01秒  |
| 10       | 學會       | 学んだこと     | 学んだこと     | 4分46秒  |

## タイアップ
| 03 | 缺氧     | 中華テレビドラマ「天使のラブクーポン」エンディングソング（2007年） |
| 09 | 完美比例 | 中華テレビドラマ「天使のラブクーポン」挿入歌（2007年）             |